# Сезон ФК «Шахтар» Донецьк 1983

Огляд виступів футбольного клубу «Шахтар» (Донецьк) у сезоні 1983.

## Чемпіонат
Підсумкова таблиця першості СРСР 1983:
| М  | Команда                    | І  | В  | Н  | П  | М     | О       | УЄФА |
| -- | -------------------------- | -- | -- | -- | -- | ----- | ------- | ---- |
|    | «Дніпро» (Дніпропетровськ) | 34 | 22 | 5  | 7  | 63-36 | 49      | КЧ   |
|    | «Спартак» (Москва)         | 34 | 18 | 9  | 7  | 60-25 | 45      | КУ   |
|    | «Динамо» (Мінськ)          | 34 | 17 | 9  | 8  | 51-34 | 43      | КУ   |
| 4  | «Зеніт» (Ленінград)        | 34 | 15 | 11 | 8  | 42-32 | 40 (-1) |      |
| 5  | «Жальгіріс» (Вільнюс)      | 34 | 15 | 9  | 10 | 38-36 | 39      |      |
| 6  | «Торпедо» (Москва)         | 34 | 14 | 11 | 9  | 40-34 | 38 (-1) |      |
| 7  | «Динамо» (Київ)            | 34 | 14 | 10 | 10 | 50-34 | 38      |      |
| 8  | «Чорноморець» (Одеса)      | 34 | 16 | 5  | 13 | 44-46 | 37      |      |
| 9  | «Шахтар» (Донецьк)         | 34 | 16 | 3  | 15 | 48-40 | 35      |      |
| 10 | «Пахтакор» (Ташкент)       | 34 | 13 | 9  | 12 | 37-34 | 35      |      |
| 11 | «Металіст» (Харків)        | 34 | 12 | 8  | 14 | 38-40 | 32      |      |
| 12 | ЦСКА (Москва)              | 34 | 11 | 12 | 11 | 37-33 | 32 (-2) |      |
| 13 | «Нефтчі» (Баку)            | 34 | 10 | 10 | 14 | 32-38 | 30      |      |
| 14 | «Арарат» (Єреван)          | 34 | 11 | 7  | 16 | 29-47 | 29      |      |
| 15 | «Динамо» (Москва)          | 34 | 9  | 11 | 14 | 30-37 | 28 (-1) | КК   |
| 16 | «Динамо» (Тбілісі)         | 34 | 9  | 9  | 16 | 41-48 | 27      |      |
| 17 | «Торпедо» (Кутаїсі)        | 34 | 4  | 12 | 18 | 26-58 | 18 (-2) |      |
| 18 | «Ністру» (Кишинів)         | 34 | 3  | 4  | 27 | 19-73 | 10      |      |

## Кубок
1/16 фіналу
| 25 лютого 1983 |

| «Шахтар» (Донецьк)                       | 3 : 0    | «Жальгіріс» (Вільнюс) |
| ---------------------------------------- | -------- | --------------------- |
| І.Юрченко 15' С.Морозов 44' В.Грачов 54' | Протокол |                       |

| Центральний стадіон, Сочі Глядачів: 2500 Арбітр: Миминошвілі (Грузія) |

1/8 фіналу
| 3 березня 1983 |

| «Спартак» (Москва)            | 2 : 3    | «Шахтар» (Донецьк)                           |
| ----------------------------- | -------- | -------------------------------------------- |
| С.Родіонов 26' Є.Кузнецов 29' | Протокол | В.Грачов 2' М.Соколовський 48' С.Морозов 98' |

| ЛФК ЦСКА, Москва Глядачів: 500 Арбітр: Мільченко (Сухумі) |

1/4 фіналу
| 12 березня 1983 |

| «Динамо» (Москва) | 2 : 3    | «Шахтар» (Донецьк)                            |
| ----------------- | -------- | --------------------------------------------- |
| І.Джавадов 66'    | Протокол | М.Соколовський 75' С.Ященко 95' В.Грачов 119' |

| «Пахтакор», Ташкент Глядачів: 2000 Арбітр: Абгольц (Алма-Ата) |

1/2 фіналу
| 19 березня 1983 |

| «Шахтар» (Донецьк)                                    | 2 : 3    | «Зеніт» (Санкт-Петербург)                          |
| ----------------------------------------------------- | -------- | -------------------------------------------------- |
| В.Куцев 35'                                           | Протокол | В.Брошин 28'                                       |
|                                                       | Пенальті |                                                    |
| М.Соколовський · С.Овчинников · С.Морозов · І.Юрченко | 4-2      | М.Ларіонов · В.Долгополов · В.Казачонок · Б.Чухлов |

| «Локомотив», Донецьк Глядачів: 45000 Арбітр: Кадетов (Москва) |

Фінал
| 8 травня 1983 |

| «Шахтар» (Донецьк) | 1 : 0    | «Металіст» (Харків) |
| ------------------ | -------- | ------------------- |
| С.Ященко 23'       | Протокол |                     |

| «Пахтакор», Ташкент Глядачів: 30000 Арбітр: Бутенко (Москва) |

### Лауреати кубка СРСР[1]
Воротарі
- Єлінскас Валентин Вацловасович, 5 матчів, 4 пропущених голи

Захисники
- Сопко Олександр Олександрович, 5 матчів
- Пархоменко Володимир Іванович, 5 матчів
- Варнавський Олексій Дмитрович, 4 матчі
- Овчинников Сергій Іванович, 4 матчі
- П'яних Володимир Дмитрович, 1 матч
- Симонов Ігор Геннадійович, 1 матч
- Штурлак Олександр Григорович, 1 матч

Півзахисники
- Соколовський Михайло Григорович, 5 матчів, 2 голи
- Морозов Сергій Юрійович, 5 матчів, 2 голи
- С.Ященко, 5 матчів, 2 голи
- Юрченко Ігор Миколайович, 5 матчів, 1 гол
- Рудаков Валерій Вікторович, 5 матчів
- Петров Ігор Григорович, 3 матчі

Нападники
- Грачов Віктор Олександрович, 4 матчі, 3 голи
- Акименко Сергій Васильович, 4 матчі
- Покидін Сергій Володимирович, 4 матчі
- Куцев Володимир Миколайович, 1 матч, 1 гол